# Centre de coordination de la lutte anti-drogue en Méditerranée
Le Centre de coordination de la lutte anti-drogue en Méditerranée (CeCLAD-M) est un organisme international de lutte anti-drogue. Sa responsabilité s’étend sur la Méditerranée.

## Création et pays signataires
Le CeCLAD-M est opérationnel depuis le 1er décembre 2008. Initialement hébergé dans la base navale de la marine nationale à Toulon, il a rejoint en 2013 les locaux de l'OCRTIS à Nanterre. Il accueille des officiers de liaison des États membres de l’Union européenne et des pays du bassin méditerranéen (Espagne, Grèce, Italie, Maroc, Portugal et France). Le Royaume-Uni, Chypre, Malte et le Sénégal prévoient d’installer des officiers des liaisons.  

## Missions
L’objectif est de contribuer à la lutte contre le trafic illicite de stupéfiants par voie maritime et aérienne, en mer Méditerranée. Et cela grâce à  une meilleure coordination des activités de renseignement menées par les services de police des pays signataires. 
Le centre a pour mission de :
- renforcer les échanges d'informations entre les États participants;
- centraliser et analyser les informations qui lui sont transmises par les services concernés ;
- transmettre aux signataires toutes informations utiles à leur action, en particulier à l'identification et à la recherche des auteurs d'infractions et à la conduite d'opérations d'interception d'embarcations et d'aéronefs transitant par la Méditerranée ;
- préparer la décision des services concernés quant au dispositif d'interception.

## Bilan
Depuis son ouverture, le CeCLAD-M a assuré la surveillance de 23 navires suspects sur lesquels des interceptions maritimes qui ont permis la saisie de 3 tonnes de cannabis en 2010.